# Pfeifer Group

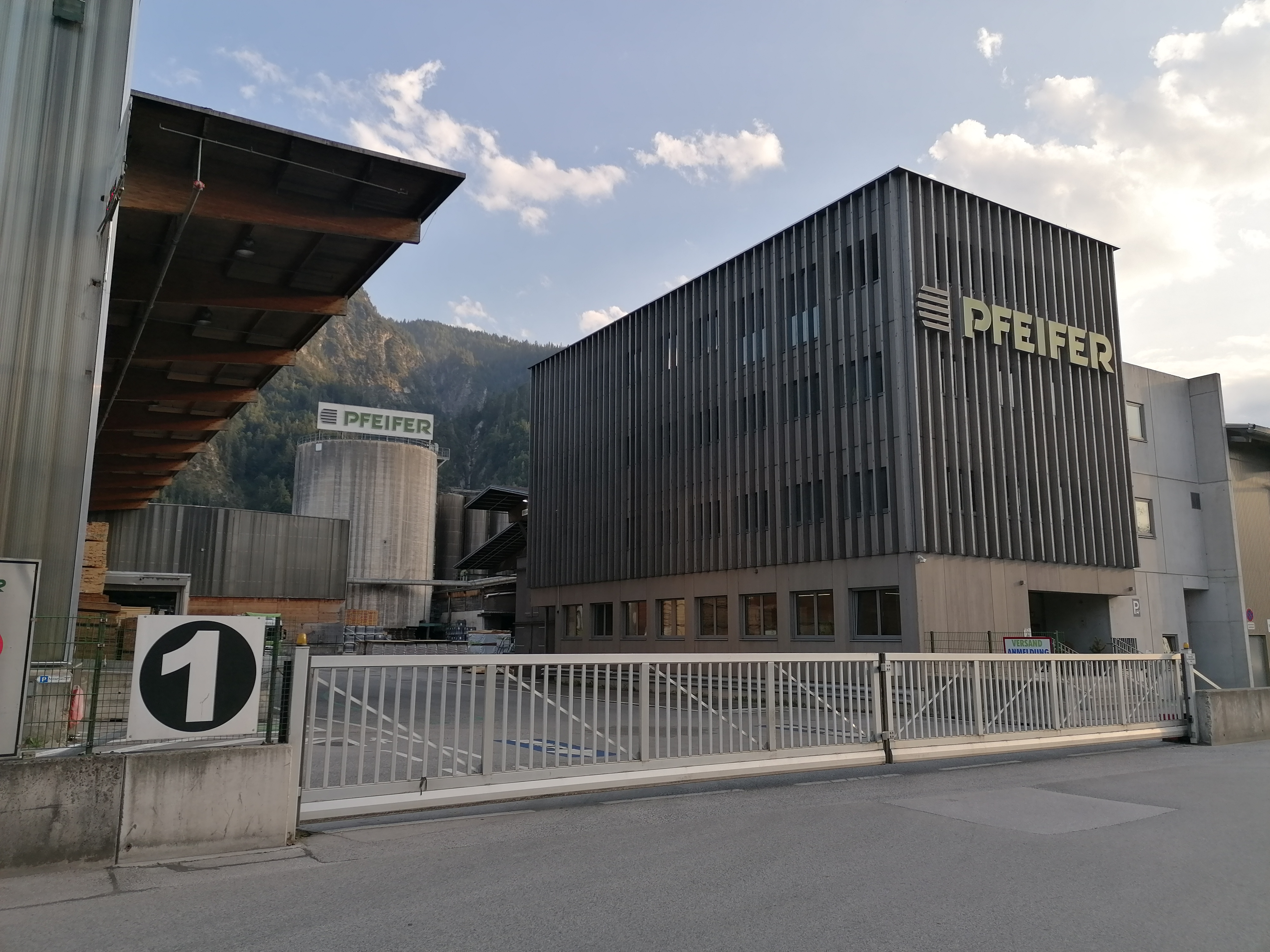
Werk in Kundl

Die Pfeifer Group ist ein Unternehmen der mitteleuropäischen Holzindustrie. Das seit 1948 bestehende Familienunternehmen mit Hauptsitz in Imst in Tirol/Österreich betreibt acht Standorte in Österreich, Deutschland und Tschechien und beschäftigt gesamt über 2.000 Mitarbeiter. Das Kerngeschäft der Pfeifer Group ist die industrielle Weiterverarbeitung von Nadel-Rundholz. Das Unternehmen exportiert in 90 Länder. Im Jahr 2018 wurde ein Gesamtumsatz von 720 Millionen Euro erwirtschaftet.

## Geschichte
1948 gründete Barbara Pfeifer in Imst im Tiroler Oberland ein Sägewerk. Mitte der 1950er Jahre begann die Firma Pfeifer, Schnittholz in Italien, Deutschland und der Schweiz zu vermarkten. 1971 setzte sie mit der Inbetriebnahme eines 3-Schicht-Schalungsplattenwerkes in Imst den ersten Schritt in die Holzweiterverarbeitung und damit in Richtung Holzindustrie.
Durch die sukzessive Übernahme bestehender Holzwirtschaftsbetriebe entwickelte sich die Pfeifer Group insbesondere seit Beginn der 2000er-Jahre, zu einem international agierenden Konzern. Dabei wurden die neuen Standorte modernisiert.
Seit 2012 präsentiert sich alle Standorte des Unternehmens in einheitlichem Erscheinungsbild.
Aus einer Unternehmensgruppe mit einer Reihe von Einzelgesellschaften wurde ein Konzern einheitlicher Organisationsstruktur, gemeinsamer Marke und Corporate Design.
2005 übernahm die Pfeifer Group das deutsche Holzverarbeitungsunternehmen Anton Heggenstaller.
Ende 2022 übernahm die Pfeifer Group das finnische Holzverarbeitungsunternehmen Pölkky Oy.

## Unternehmensstruktur
Die Pfeifer Group wird von den drei Geschäftsführern geleitet: Clemens Pfeifer(CTO), Michael Pfeifer(CEO) und Günther Binder(CFO).
Das Unternehmen hat 2.600 Mitarbeiter.

## Produkte
Die Pfeifer Group produziert und vertreibt folgende Produkte:
- Schnittholz
- Hobelware
- Rauhspund und Latten
- Verpackungsholz
- Palettenklötze
- Schalungsplatten
- Schalungsträger
- Naturholzplatten
- Massivholzplatten
- Brettschichtholz
- Brettsperrholz CLT
- Pellets
- Holzbriketts
- Energie & Öko-Strom

Mit Ausnahme der Bio-Brennstoffe und der Palettenklötze handelt es sich bei den Produkten um Erzeugnisse aus massivem Fichtenholz. Restholz wird zur Herstellung von Brennstoffen, Pressspan-Palettenklötzen und Öko-Strom verwertet. Das Unternehmen handelt ausschließlich mit Business-Kunden und verkauft nicht an Endkunden (Business-to-Business).

## Standorte
- Am Hauptsitz in Imst:  Firmenzentrale, Werk II (Schalungsplatten, Schalungsträger, Holzbriketts) und Werk III (Brettschichtholz, Natur-Massivholzplatten, Holzpellets) mit insgesamt 560 Mitarbeitern. Hier sind Geschäftsführung und Verwaltung.
- Kundl (200 Mitarbeiter): firmeneigenes Biomassekraftwerk und das größte Pelletswerk Mitteleuropas. Hergestellt werden Schnittholz, Hobelware, Holzpellets und Biostrom.
- Unterbernbach (310 Mitarbeiter): Schnittholz und Pressspanklötze für die Palettenindustrie. Außerdem sind hier acht Pelletspressen und ein modernes Biomasse-Heizkraftwerk in Betrieb.
- Uelzen (200 Mitarbeiter): Biomasse-Heizkraftwerk, Herstellung von Schnittholz und Pressspanklötze.
- Lauterbach (250 Mitarbeiter): Schnittholz aus Fichte und Kiefer sowie Pressspanklötze und Biostrom.
- Trhanov  (130 Mitarbeiter): 3-Schicht-Betonschalungsplatten und Vollholzschalungsplatten sowie Pellets.
- Chanovice (470 Mitarbeiter): Produktpalette von Schnittholz bis Pellets.[7]
- Schlitz (80 Mitarbeiter): am Standort Schlitz wurde 2019 ein Brettsperrholzwerk in Betrieb genommen[8]
- Kajaani (100 Mitarbeiter): Am Standort in Finnland wurde 2025 ein Sägewerk der Tochtergesellschaft Pölkky Oy in Betrieb genommen.[9]

## Produktion
Die jährliche Produktionskapazität der Pfeifer Group beträgt insgesamt 2.400.000 m³ Schnittholz, 8.000.000 m² Schalungsplatten, 9.000.000 lfm Schalungsträger, 2.000.000 m² Massivholzplatten, 200.000 m³ Brettschichtholz, 50.000 m³ Brettsperrholz, 400.000 t Pellets, 20.000 t Briketts, 600.000 m³ Palettenklötze und 295.000 MWh Biostrom. 

## Umsatzstruktur
Aktuell stammen ca. 20 Prozent der Umsätze aus dem Biobrennstoffmarkt, 25 Prozent entfallen jeweils auf Schnittholz und Verpackungsschnittholz inklusive Palettenklötze, 17 Prozent auf Betonschalungs- und 13 Prozent auf Holzbauprodukte.
2016 betrug der Umsatz insgesamt 628 Millionen Euro, 82 Prozent davon wurden in den sechs Kernmärkten Deutschland, Italien, Österreich, Schweiz, Frankreich und Spanien umgesetzt. Die restlichen 18 Prozent in 84 weiteren Ländern der Erde.
2022 betrug der Umsatz 1,2 Milliarden Euro.